# 黑爾索普站
黑爾索普車站（英語：Halethorpe station）是馬里蘭區域通勤鐵路賓州線的客運車站，位於Amtrak的東北走廊路線上，不過本站僅有馬里蘭區域通勤鐵路列車停靠，並不停靠美鐵列車。
黑爾索普車站位在西南大道（也是美國國道一號）旁，法蘭西斯大街以陸橋方式跨過本站北方，由該陸橋有階梯可抵達本站。車站站前有停車場。在本站南方賓州線穿越馬里蘭區域通勤鐵路康登線的下方，該立體交叉位於坎登線的聖丹尼斯車站東方。由於此兩車站距離不遠以及路線相近，本站與聖丹尼斯車站為鐵道迷觀賞CSX運輸首都區段、巴爾的摩終端區段、舊主線區段等路線貨運列車的好去處。.
黑爾索普車站鄰近有馬里蘭大學巴爾的摩縣分校，距離約兩英里遠。該校有接駁車至本站。
本站經改建提高月台以方便身障人士使用與增建人行天橋，於2013年8月12日完工。本站兩個月台長700英尺，有人行天橋、新的階梯以及電梯，以及售票處與盥洗室。

## 外部連結
- 维基共享资源上的相關多媒體資源：黑爾索普站
- Halethorpe station official website
- Halethorpe MARC Station (TrainWeb)（页面存档备份，存于）
- Francis Avenue entrance from Google Maps Street View
- Halethorpe MARC Station Improvements（页面存档备份，存于）